# 加藤宗平

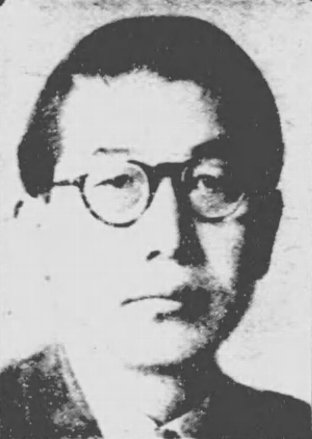
加藤宗平

加藤 宗平（かとう そうへい、1897年5月2日 - 1957年12月15日）は、日本の政治家。衆議院議員（4期）。福島県梁川町長。

## 来歴・人物
福島県伊達郡梁川町（現在の伊達市）出身。1920年日本大学専門部政治科卒。横浜市主事、梁川町長、福島県議会議員などを歴任する。1942年の翼賛選挙では福島1区（当時）から非推薦で立候補して初当選した。続く1946年の第22回衆議院議員総選挙では日本自由党公認で立候補し再選したが、公職追放となった。追放解除後の1952年の第25回衆議院議員総選挙では自由党公認で立候補して当選、第5次吉田内閣で通産政務次官に就任した。1955年の第27回衆議院議員総選挙で落選。1957年12月15日死去、60歳。死没日をもって勲三等瑞宝章追贈、正五位に叙される。